# Vem är bland Jesu rätta vänner
Vem är bland Jesu rätta vänner är en psalmtext från 1816 av Johan Olof Wallin. Psalmen har sex 6-radiga verser. Den sista versen O Jesus, värdes mig ledsaga är medtagen som slutsång i Svenska Missionsförbundets sångbok 1920 och finns på Wikisource samt som läsesång i Lova Herren 1988. Melodin är samma som Dig skall min själ sitt offer bära. 

## Publicerad i
- 1819 års psalmbok som nr 276 med titeln "Ståndaktighet, rättwisa, redlighet i handel och vandel" under rubriken "Kristligt sinne och förhållande. Förhållandet till oss själfwa och nästan."
- Svensk söndagsskolsångbok 1908 som nr 150 under rubriken "Böne- och lovsånger".
- Lilla Psalmisten 1909 med sista versen som nr 161 under rubriken "Bönesånger".
- Svenska Missionsförbundets sångbok 1920 som nr 769 under rubriken "Slutsånger."
- Sionstoner 1935 som nr 793 med titeln "O Jesu, värdes mig ledsaga" (Nr 276, vers 6, 1819 års psalmbok)
- 1937 års psalmbok som nr 404 under rubriken "Trons bevisning under levnaden"
- Lova Herren 1988 som nr 14 under rubriken "Sånger att läsas"